# Authority Zero
Authority Zero — американская панк-рок-группа, образованная в 1994 в городе Меса, штат Аризона.

## Состав
- Джейсон ДеВор — вокал;
- Брэндон Ланделиус — гитара;
- Джереми Вуд — бас-гитара;
- Шон Селлерс — ударные.

## Бывшие участники
- Билл Маркс — гитара, вокал;
- Джим Уилкокс — ударные;
- Брайан Санделл — гитара, вокал;
- Поль Феникс — бас;
- Джерри Даглас — гитара, вокал;
- Дж. У. Гордон — ударные;
- Дэнни Гарсия — ударные;
- Джош Шнайдер;
- Дин Фармер;
- Зак Фогель.

## История
После достаточно успешных продаж их EP на территории Аризоны, они выпустили дебютный альбом A Passage In Time (Поезд Во Времени) в 2002 на лейбле Lava Records. Альбом получился очень оригинальным и включал в себя как «классический» панк-рок, так и рэгги с испанскими и португальскими мотивами. Хитами с этого альбома стали песни One More Minute и Over Seasons.
В 2004 на том же лейбле был выпущен альбом Andiamó (в переводе с итальянского — Мы Идём). В этом альбоме стали прослушиваться явные политические мотивы, песни Revolution и Mexican Radio были направлены против вторжения войск США в Ирак и вошли в сборник Rock Against Bush.
В 2005 на лейбле Suburban Noize Records вышел живой альбом Rhythm And Booze (Ритм И Пьянка) с лучшими хитами группы, сыгранными в акустике. 30 января 2007, уже на собственном лейбле Zero Crew Records, выходит альбом 12:34.
22 июня 2010 группа выпустила новый альбом «Stories of Survival». 2 апреля 2013 года Authority Zero выпустили 5-й студийный альбом — The Tipping Point. Альбом, по сравнению с прошлым творчеством, отличается более мелодичными и серьёзными песнями.

## Дискография
- 1999 — Live Your Life EP
- 2002 — A Passage In Time
- 2004 — Andiamó
- 2005 — Rhythm And Booze (live acoustic)
- 2007 — 12:34.
- 2010 — Stories of Survival
- 2011 — Less Rhythm, More Booze (live acoustic CD/DVD)
- 2013 — The Tipping Point
- 2017 — Broadcasting to the Nations
- 2018 - Persona Non Grata